# KNVB beker 1996-1997
La Coppa d'Olanda 1996-1997 (il cui vero nome è KNVB Cup o Amstel Cup per ragioni di sponsor) è stata la 79ª edizione della coppa nazionale di calcio dei Paesi Bassi

## Turno Preliminare
Giocato l'1, 2, 6, e 9 giugno 1996
| Squadra 1        | Risultato   | Squadra 2         |
| ---------------- | ----------- | ----------------- |
| VV Geldrop/AEK   | 2 - 2 (dts) | USV Holland       |
| HSC '21          | 2 - 1       | HVV Hollandia     |
| Genemuiden       | 2 - 4 (dts) | De Treffers       |
| DOVO             | 2 - 1       | Lisse             |
| Jong Heerenveen  | 1 - 5       | Quick Boys        |
| IJsselmeervogels | 1 - 0 (dts) | SV Panningen      |
| VV Hoogezand     | 5 - 2       | RKFC Lindenheuvel |
| Sneek            | 2 - 2 (dts) | RKSV Wittenhorst  |
| Quick '20        | 2 - 3       | Kozakken Boys     |
| Jong Sparta      | 4 - 1       | DCV               |
| AFC '34          | 3 - 3 (dts) | GVVV              |
| Bennekom         | 3 - 1       | DOS Kampen        |
| Gemert           | 3 - 4       | De Treffers       |
| Katwijk          | 2 - 0       | ACV               |
| Achilles Veen    | 1 - 1 (dts) | AFC               |
| RKSV Halsteren   | 8 - 1       | FVC               |
| RIOS '31         | 3 - 0       | Sittard           |
| DCV              | 2 - 6       | Den Bosch         |

## Group stage
Giocato tra il 15 agosto e il 1º ottobre 1996
Group 1
| Team               | Pts |
| ------------------ | --- |
| 1. FC Emmen 1      | 9   |
| 2. Groningen E     | 6   |
| 3. VV Appingedam A | 3   |
| 4. VV Hoogezand A  | 0   |

Group 2
| Team                | Pts |
| ------------------- | --- |
| 1. sc Heerenveen E  | 9   |
| 2. Cambuur Leeuw. 1 | 6   |
| 3. SV Urk A         | 3   |
| 4. VV Sneek A       | 0   |

Group 3
| Team          | Pts |
| ------------- | --- |
| 1. Twente E   | 9   |
| 2. Veendam 1  | 6   |
| 3. Young Ajax | 3   |
| 4. HSC '21 A  | 0   |

Group 4
| Team           | Pts |
| -------------- | --- |
| 1. Vitesse E   | 7   |
| 2. FC Zwolle 1 | 4   |
| 3. GVVV A      | 3   |
| 4. VV DOVO A   | 3   |

Group 5
| Team                 | Pts |
| -------------------- | --- |
| 1. Fortuna Sittard E | 5   |
| 2. Helmond Sport 1   | 3   |
| 3. MVV 1             | 3   |
| 4. RIOS '31 A        | 2   |

Group 6
| Team              | Pts |
| ----------------- | --- |
| 1. Willem II E    | 9   |
| 2. FC Eindhoven 1 | 6   |
| 3. FC Den Bosch 1 | 3   |
| 4. Geldrop/AEK A  | 0   |

Group 7
| Team                  | Pts |
| --------------------- | --- |
| 1. De Graafschap E    | 7   |
| 2. SC Heracles 1      | 4   |
| 3. IJsselmeervogels A | 3   |
| 4. De Treffers A      | 3   |

Group 8
| Team               | Pts |
| ------------------ | --- |
| 1. NAC Breda E     | 9   |
| 2. VV Baronie A    | 4   |
| 3. Dordrecht'90 1  | 3   |
| 4. Kozakken Boys A | 3   |

Group 9
| Team                | Pts |
| ------------------- | --- |
| 1. RKC Waalwijk E   | 9   |
| 2. RBC Roosendaal 1 | 6   |
| 3. RKSV Halsteren A | 3   |
| 4. HSV Hoek A       | 0   |

Group 10
| Team              | Pts |
| ----------------- | --- |
| 1. TOP Oss 1      | 6   |
| 2. SC Feyenoord A | 6   |
| 3. Utrecht E      | 3   |
| 4. Young Sparta   | 3   |

Group 11
| Team                 | Pts |
| -------------------- | --- |
| 1. AZ Alkmaar E      | 7   |
| 2. Go Ahead Eagles 1 | 6   |
| 3. AFC A             | 3   |
| 4. Excelsior 1       | 1   |

Group 12
| Team                | Pts |
| ------------------- | --- |
| 1. NEC E            | 9   |
| 2. VVV-Venlo 1      | 6   |
| 3. BVV/Verachtert A | 1   |
| 4. VV Bennekom A    | 1   |

Group 13
| Team                  | Pts |
| --------------------- | --- |
| 1. Sparta E           | 7   |
| 2. Telstar 1          | 4   |
| 3. ADO Den Haag 1     | 3   |
| 4. SVV Scheveningen A | 1   |

Group 14
| Team             | Pts |
| ---------------- | --- |
| 1. FC Volendam E | 7   |
| 2. VV Katwijk A  | 5   |
| 3. HFC Haarlem 1 | 3   |
| 4. Quick Boys A  | 1   |

 E Eredivisie; 1 Eerste Divisie; ASquadre dilettantistiche 

## Fase a eliminazione diretta

### 1º Turno
Giocate il 27 novembre 1996
| Squadra 1        | Risultato   | Squadra 2               |
| ---------------- | ----------- | ----------------------- |
| Heracles Almelo  | 1 - 0       | Ajax                    |
| Volendam         | 1 - 0       | SC Feyenoord (amateurs) |
| Emmen            | 0 - 3       | Groningen               |
| Telstar          | 0 - 2       | De Graafschap           |
| Cambuur          | 0 - 2       | Willem II               |
| Baronie          | 0 - 2       | Feyenoord               |
| Sparta Rotterdam | 0 - 1       | Twente                  |
| Zwolle           | 2 - 1       | Fortuna Sittard         |
| Roda JC          | 6 - 2       | Katwijk                 |
| AZ Alkmaar       | 4 - 1       | Go Ahead Eagles         |
| RBC Roosendaal   | 3 - 4       | N.E.C.                  |
| Heerenveen       | 3 - 2 (dts) | TOP Oss                 |
| Vitesse          | 3 - 2       | Eindhoven               |
| VVV-Venlo        | 1 - 2       | PSV                     |
| Veendam          | 1 - 2       | RKC Waalwijk            |
| Helmond Sport    | 1 - 1 (dts) | NAC Breda               |

### Ottavi
Giocate tra il 7 e 12 febbraio 1997.
| Squadra 1       | Risultato       | Squadra 2     |
| --------------- | --------------- | ------------- |
| Zwolle          | 2 - 1           | Volendam      |
| Twente          | 0 - 0 (3-5 dcr) | Vitesse       |
| Heracles Almelo | 2 - 4           | Helmond Sport |
| Heerenveen      | 2 - 0           | N.E.C.        |
| Feyenoord       | 1 - 0           | RKC Waalwijk  |
| PSV             | 2 - 3           | AZ Alkmaar    |
| Willem II       | 2 - 0           | Groningen     |
| De Graafschap   | 0 - 2           | Roda JC       |

### Quarti
Giocati l'11 e 12 marzo 1997.
| Squadra 1     | Risultato | Squadra 2 |
| ------------- | --------- | --------- |
| Zwolle        | 0 - 5     | Roda JC   |
| Helmond Sport | 2 - 1     | Vitesse   |
| Heerenveen    | 2 - 1     | Feyenoord |
| AZ Alkmaar    | 0 - 2     | Willem II |

### Semifinali
Giocate il 16 e 17 aprile 1997.
| Squadra 1  | Risultato | Squadra 2     |
| ---------- | --------- | ------------- |
| Roda JC    | 1 - 0     | Willem II     |
| Heerenveen | 5 - 0     | Helmond Sport |

### Finale
Giocata l'8 maggio 1997.
| Squadra 1 | Risultato | Squadra 2  |
| --------- | --------- | ---------- |
| Roda JC   | 4 - 2     | Heerenveen |

|  | Roda JC | 4 – 2 | Heerenveen |  |